# Palau de Gel
Palau de gel (en catalán: Palacio de hielo) o Pista de hielo es una instalación propiedad del F. C. Barcelona, inaugurada el 23 de octubre de 1971, adecuada al patinaje sobre hielo, con un aforo de 1256 espectadores. En el Palau de Gel entrenan y juegan sus partidos los equipos de la sección de hockey sobre hielo del F. C. Barcelona, y entrenan los miembros del equipo de patinaje artístico.
La instalación fue construida por los arquitectos Francesc Caballé y Josep Soteras. El edificio ocupa 3650 metros² y la pista tiene 61 metros de largo por 26 de ancho. Es anexa y está comunicada con el Palau Blaugrana, pabellón en donde juegan los equipos profesionales de baloncesto, balonmano, hockey sobre patines y fútbol sala del F. C. Barcelona. Está situada en unos terrenos situados en el distrito de Les Corts de Barcelona, donde también se encuentra el Camp Nou, el Museo del F. C. Barcelona y La Masía, antigua residencia de la cantera y actualmente oficina central del club catalán.
El Palau de Gel ha sido escenario de diversos torneos internacionales de hockey hielo y de patinaje artístico. También, tras anular la pista de hielo, el Palau de Gel ha sido escenario de un Campeonato del Mundo de esgrima y dos Mundiales C de hockey patines. Durante los Juegos Olímpicos de Barcelona 1992, sirvió de pista de calentamiento para los deportes que se disputaron en el colindante Palau Blaugrana (judo, taekwondo y hockey patines).
El Palau de Gel es, después del cierre de Skating Club Pista de Gel, la única instalación permanente donde se puede practicar patinaje sobre hielo en Barcelona. Por ello, permanece abierta al uso de todos los ciudadanos fuera de los horarios de entrenamientos y partidos de los equipos del F. C. Barcelona.
En 2022, el Palau de Gel fue elegido como ubicación temporal del Museo del F. C. Barcelona con motivo de las obras del Espai Barça. Esta situación obligó al equipo de hockey patines a jugar sus partidos como local de la Liga Nacional de Hockey Hielo 2023-24 en estadios de rivales y llevó a la no inscripción del equipo para la temporada 2024-25.